# Carex berteroniana
Carex berteroniana là một loài thực vật có hoa trong họ Cói. Loài này được Steud. mô tả khoa học đầu tiên năm 1842.